# 2012
2012 (MMXII) — високосний рік, що починається в неділю за григоріанським календарем. 2012-й рік нашої ери, 12-й рік III тисячоліття та XXI століття, а також третій з 2010-х років десятиліття.

## Події

### Політика, вибори
- 1 січня — Данія на пів року взяла головування в ЄС
- 12 січня — через півтора року після виборів Боснія та Герцеговина нарешті затвердила прем'єр-міністра, хорвата Векослава Беванду[1]
- 15 січня — у Казахстані дострокові вибори депутатів мажилісу (парламенту республіки) і масліхатів (місцевих органів влади). Вибори вперше проводяться за новим законодавством, згідно з яким до сесійної зали обов'язково має потрапити партія, що посяде друге місце, навіть якщо вона не подолає 7 % бар'єр[2]
- 17 січня — голова фракції соціал-демократів у Європейському парламенті, депутат від Німеччини Мартін Шульц обраний головою Європейського парламенту
- 22 січня — на плебісциті громадяни Хорватії висловилися за приєднання до Євросоюзу[3]
- 23 січня — країни Євросоюзу ввели ембарго на імпорт нафти з Ірану і заморозили європейські активи іранського Центробанку
- 23 січня — у Єгипті почав роботу новий парламент країни, перший після революції 25 січня. Більшість місць в парламенті після проведених восени 2011 року виборів депутатів зайняли представники ісламістських партій — Партії свободи і справедливості Братів-мусульман і салафітської «Ан-Нур», які разом отримали дві третини місць
- 25 січня — голова Вищої військової ради Єгипту маршал Хусейн Тантаві відмінив режим надзвичайного стану, введений колишнім президентом Хосні Мубараком 31 рік тому
- 5 лютого — консерватор Саулі Нійністе переміг на президентських виборах у Фінляндії[4]
- 6 лютого — прем'єр-міністр Румунії Еміль Бок оголосив про свій відхід у відставку на тлі безперервних акцій протесту в країні[5]
- 7 лютого — у Мальдівській республіці спалахнув бунт поліції, президент Мохамед Нашид пішов у відставку[6]
- 12 лютого — Ліга арабських держав на нараді в Каїрі вирішила завершити місію спостерігачів у Сирії через відсутність умов для їхньої роботи та закликала Раду безпеки ООН ввести в Сирію миротворчий контингент
- 17 лютого — Федеральний президент Німеччини Кристіан Вульфф пішов у відставку через скандал з пільговим кредитом
- 18 лютого — у Латвії на референдумі про визнання російської мови другою державною проти проголосували 75 % громадян країни[7]
- 25 лютого — новий президент Ємену Абд-Раббу Мансур Хаді приніс присягу парламенту країни; завершилася ера Алі Абдулли Салеха, який беззмінно керував Єменом впродовж останніх 33 років
- 26 лютого — у Сирії пройшов референдум про схвалення нової конституції, у якій вводиться багатопартійність
- 27 лютого — екс-міністра внутрішніх справ Юрія Луценка засуджено до 4 років позбавлення волі і конфіскації майна
- 1 березня — Сербія отримала офіційний статус кандидата в члени Євросоюзу[8], рішення було ухвалене на саміті ЄС у Брюсселі
- 2 березня — на парламентських виборах в Ірані прихильники верховного духовного лідера аятоли Алі Хаменеї набрали понад три чверті голосів[9]
- 4 березня — Володимир Путін обраний президентом Росії після чотирирічної перерви на свій третій строк
- 6 березня — на зборах лідерів лівійських племен і польових командирів у Бенгазі проголошена напівавтономія Киренаїки, багатого нафтою східного регіону Лівії, що тягнеться від міста Сирт до кордону з Єгиптом[10]
- 14 березня — на станції «Осокорки» сталося займання лампи та пластикової підшивки стелі. Близько 18:00 пожежу було ліквідовано
- 15 березня — станцію «Осокорки» було відкрито для пасажирів. Незабаром після пожежі залишки пластикової обшивки світлової лінії було демонтовано.
- 16 березня — Ніколае Тімофті обраний президентом Молдови[11][12]
- 17 березня — партія «Сильна Україна» саморозпустилася та влилася у Партію регіонів, Сергій Тігіпко став заступником голови Партії регіонів
- 18 березня — Йоахім Ґаук обраний одинадцятим федеральним президентом Німеччини
- 22 березня — військовий заколот у Малі: солдати взяли штурмом президентський палац в столиці країни Бамако і відсторонили від влади президента Амаду Тумані Туре[13]
- 25 березня — опозиційний кандидат Макі Салль переміг на президентських виборах у Сенегалі[14]
- 26 березня — Ізраїль перервав відносини з Радою ООН з прав людини, котра засудила розширення ізраїльських поселень на Східному березі та в Східному Єрусалимі[15]
- 30 березня — Україна та Євросоюз парафували угоду про асоціацію, яка передбачає створення зони вільної торгівлі і спрощення візового режиму[16]
- 2 квітня — Угорський парламент на екстреному засіданні прийняв відставку президента Пала Шмітта, який пішов з посади через звинувачення у плагіаті[17]
- 5 квітня — ухвалою Солом'янського районного суду Києва колишнього міністра охорони довкілля в уряді Юлії Тимошенко Георгія Філіпчука засуджено до трьох років позбавлення волі[18]
- 5 квітня — туареги проголосили незалежність Азаваду на підконтрольній їм території центра та півночі Малі[19]
- 12 квітня — Печерський районний суд Києва засудив колишнього виконувача обов'язків міністра оборони в уряді Тимошенко Валерія Іващенка до п'яти років ув'язнення[20]
- 12 квітня — у Гвінеї-Бісау незадовго до другого туру президентських виборів вояки арештували прем'єр-міністра Карлуша Ґомеша, армія захопила урядові будівлі, штаб-квартиру правлячої Африканської партії незалежності Гвінеї-Бісау та Кабо-Верде, телецентр та виставила патрулі на головних вулицях столиці[21]
- 14 квітня — Рада Безпеки ООН одноголосно ухвалила резолюцію № 2042 щодо Сирії, що передбачає відрядження спостерігачів до цієї країни
- 23 квітня — коаліційний уряд Нідерландів не зміг узгодити пакет антикризових заходів, і прем'єр-міністр Марк Рютте вручив королеві Беатрикс прохання про відставку його кабінету, що означає необхідність проведення дострокових парламентських виборів
- 6 травня — на парламентських виборах у Вірменії перемогли партії владної коаліції: Республіканська партія Вірменії президента Сержа Саргсяна та партія Процвітаюча Вірменія
- 6 травня — дострокові парламентські вибори у Греції, за підсумком яких партії-переможниці не змогли сформувати уряд
- 6 травня — у Сербії відбулися перший тур президентських виборів, парламентські та місцеві вибори, обирали депутатів до парламенту Автономного краю Воєводина
- 6 травня — соціаліст Франсуа Олланд обраний новим президентом Франції
- 7 травня — у Сирії на тлі збройного протистояння пройшли перші за півсторіччя парламентські вибори на багатопартійній основі
- 10 травня — парламентські вибори в Алжирі виграли правлячі партії Фронт національного звільнення (220 місць) та Національне демократичне об'єднання (68 місць)[22]
- 14 травня — Віктор Янукович підписав новий Кримінально-процесуальний кодекс України
- 18 травня — Верховний суд РФ ліквідовував Об'єднання українців Росії
- 20 травня — перемогу на виборах президента Сербії виборов опозиційний кандидат лідер Сербської прогресивної партії Томислав Николич
- 24 травня — Європарламент ухвалив резолюцію щодо України із закликом «негайно звільнити усіх в'язнів, засуджених за політичними мотивами, — у тому числі і лідерів опозиції»
- 30 травня — колишній президент Ліберії Чарлз Тейлор засуджений до 50 років позбавлення волі за звинуваченням у причетності до військових злочинів під час громадянської війни в Сьєрра-Леоне, такий вирок виніс Міжнародний трибунал ООН у Гаазі
- 31 травня — Ірландія на референдумі підтримала бюджетний пакт ЄС
- 1 червня — у Єгипті припинив діяти закон про надзвичайний стан, прийнятий у 1981 після вбивства президента Анвара Садата[23]
- 3 червня — повалений президент Єгипту Хосні Мубарак був засуджений до довічного ув'язнення за у співучасть у вбивстві демонстрантів під час громадянських заворушень[24]
- 14 червня — напередодні президентських виборів у Єгипті Вищий конституційний суд анулював результати виборів третини депутатів Народного зібрання (нижньої палати парламенту) через невідповідність закону про вибори парламенту положенням Конституційної декларації, парламент Єгипту з моменту публікації цього рішення втратив свої повноваження і має бути розпущений[25]
- 16-17 червня — на президентських виборах в Єгипті переміг лідер руху «Брати-мусульмани» Мохаммед Мурсі
- 17 червня — на позачергових парламентських виборах у Греції перемогла консервативна партія Нова демократія
- 17 червня — за підсумками виборів Соціалістична партія і її найближчі союзники отримали абсолютну більшість у нижній палаті парламенту Франції[26]
- 19 червня — Верховний суд Пакистану відсторонив з посади прем'єр-міністра країни Юсуфа Гілані Резу, через його перешкоджання антикорупційному розслідуванню, що проводилося в Швейцарії відносно президента Пакистану Асифа Алі Зардарі
- 21 червня — у Парагваї нижня палата парламенту проголосувала за імпічмент президенту країни Фернандо Луго через його прорахунки, що призвели 16 червня до зіткнень безземельних селян з поліцією в провінції Каніндейу, коли були вбиті 16 осіб, 7 з них поліцейські;[27] 22 червня сенат теж проголосував за імпічмент[28]
- 1 липня — Енріке Пенья Ньєто, кандидат від опозиційної Інституційно-революційної партії соціал-демократичного толку, переміг на президентських виборах у Мексиці[29]
- 7 липня — у Лівії перші всенародні вибори з часів короля Ідріса, поваленого полковником Муаммаром Каддафі в 1969 році: лівійці вибирають 200 депутатів в Установчі збори, в завдання якого входитиме призначення нового тимчасового уряду, і призначення комісії із складання проєкту нової конституції[30]
- 30 липня — румунський президент Траян Басеску вистояв другий у своїй кар'єрі референдум про імпічмент, бо у голосуванні взяли участь менше половини виборців, що робить результати голосування недійсними[31]
- 31 липня — Верховна Рада України ратифікувала угоду про зону вільної торгівлі з країнами СНД[32]
- 9 серпня — лівійська Перехідна національна рада передала владу Загальному національному конгресу, головою якого того ж дня обраний лідер «Національного фронту порятунку Лівії» Мухаммед аль-Макріф[33]
- 16 серпня — Еквадор надав політичний притулок засновнику WikiLeaks Джуліану Ассанжу, той переховується у посольстві в Лондоні
- 17 серпня — суд приговорив екс-міністра внутрішніх справ Юрія Луценка до 2 років тюрми[34]
- 12 вересня — на позачергових парламентських виборах у Нідерландах перемогли проєвропейські партії: Народна партія за свободу і демократію чинного прем'єра Марка Рютте та лівоцентристська Трудова партія Дідеріка Самсона[35]
- 21 вересня — у Туреччині за участь у підготовці державного перевороту 2003 року («так званий план Бальоз» — «Кувалда») 322 офіцери отримали тюремні терміни, серед них троє генералів отримали по 20 років в'язниці, ще 34 фігуранта були виправдані[36][37]
- 23 вересня — у Білорусі відбулися парламентські вибори, жоден опозиціонер до парламенту не пройшов
- 1 жовтня — у Грузії на парламентських виборах перемогла опозиційна партія «Грузинська мрія»
- 3 жовтня — киргизька опозиція організувала у Бішкеку мітинг, вимагаючи націоналізувати найбільший золотий рудник країни родовище «Кумтор», яким володіє канадська компанія. Мітинг переріс у спробу штурму парламенту[38]
- 4 жовтня — під тиском протестних демонтрацій король Йорданії Абдалла II розпустив парламент[39]
- 7 жовтня — на президентських виборах у Венесуелі переміг Уго Чавес
- 14 жовтня — на виборах у Чорногорії провладна коаліція «Європейська Чорногорія» Мило Джукановича отримала більшість у парламенті[40]
- 14 жовтня — на референдумі більшість литовських виборців проголосувала проти будівництва нової АЕС у країні
- 14 жовтня та 28 жовтня — на парламентських виборах у Литві перемогли опозиційні ліві партії, Партія праці і Соціал-демократична партія[41]
- 28 жовтня — в Україні відбулися вибори до Верховної Ради
- 15 листопада — віце-голова КНР Сі Цзиньпін обраний генеральним секретарем Комуністичної партії Китаю за рішенням пленуму ЦК компартії
- 22 листопада — президент Єгипту Мухаммед Мурсі видав декрет про розширення своїх повноважень до часу прийняття нової конституції країни, це викликало масові протести[42]
- 29 листопада — Генеральна Асамблея ООН надала Палестині статус держави-спостерігача[43]
- 2 грудня — на президентських виборах у Словенії набравши 67 % голосів переміг опозиційний кандидат Борут Пахор, він випередив чинного президента Данила Тюрка[44]
- 3 грудня — Перший уряд Миколи Азарова відправлений у відставку[45]
- 7 грудня — лідер ХАМАС Халед Машааль повернувся до Гази вперше за 45 років, він залишив Палестину після арабо-ізраїльської війни 1967 року[46]
- 7 грудня — президент Гани Джон Драмані Магама переобраний на новий строк[47]
- 8 грудня — конференція ООН зі зміни клімату в столиці Катару, місті Доха, прийняла пакет рішень «Дохійський кліматичний портал» (Doha Climate Gateway), який продовжує дію Кіотського протоколу[48]
- 9 грудня — на парламентських виборах у Румунії перемогла проурядова коаліція
- 13 грудня — Верховна Рада 7-го скликання обрала своїм головою Володимира Рибака і затвердила прем'єром Миколу Азарова
- 16 грудня — опозиційна Ліберально-демократична партія перемогла на парламентських виборах в Японії
- 19 грудня — вперше президентом Південної Кореї обрана жінка Пан Кин Хє, дочка чільника держави з 1961 по 1979 рік генерала Пак Чон Хі[49]
- 19 грудня — прем'єр-міністр Італії Маріо Монті подав президентові країни Джорджо Наполітано прохання про відставку, яке було прийняте[50]
- 15 та 22 грудня — єгиптяни на референдумі підтримали конституцію, запропоновану партією «брати-мусульмани»[51]

### Збройні конфлікти
- 6 січня — міжплемінна війна в штаті Джонглей у Південному Судані: племена Лу Нуер і Мурлі влаштували бійню через розбіжності з приводу власності на худобу, у результаті загинули понад 3 тисяч осіб, переважно жінок і дітей[52]
- 12 січня — уряд М'янми та повстанці з Каренського національного союзу підписали угоду про припинення вогню.[53] Карени є однією з найчисельніших етнічних меншин М'янми і понад півстоліття чинили збройний опір центральній владі
- 29 лютого — після майже місячної облоги сирійські урядові війська встановили контроль над районом Баб-Амро, оплотом опозиції у Хомсі[54]
- 24 березня — бойові кораблі Євросоюзу, що патрулюють прибережні води Сомалі, отримали право атакувати наземні цілі сомалійських піратів[55]
- 1 квітня — туареги з Національного руху за звільнення Азавада, які підняли повстання в Малі, захопили адміністративний центр Тімбукту в центральній частині країни[56]
- 10 квітня — підрозділи Південного Судану зайняли нафтоносний район біля міста Хеґліґ, що належить Судану, що розпочало збройний конфлікт між двома країнами[57][58]
- 12 квітня — у Сирії набула чинності угода про припинення вогню між урядом і опозицією[джерело?]
- 4 червня — «Сирійська вільна армія» відмовилася дотримуватися плану спеціального посланця ООН і Ліги арабських держав з врегулюванню кризи в Сирії Кофі Аннана[59]
- 13 червня — урядові війська Сирії відновили контроль над містом Хаффа після його тижневої облоги повстанцями[60]
- 15 червня — урядові війська Ємену відбили в угрупування «Ансар аль-Шаріа» («Послідовники Шаріату») портове місто Шакра, розташоване на півдні країни в провінції Аб'ян[61]
- 18 липня — у Дамаску на нараді в штабі розвідувальної служби терористом-смертником убитий міністр оборони Сирії Дауд Раджиха, кілька високопосадовців поранені
- 17 серпня — алжирський дипломат Лахдар Брахімі призначений спеціальним представником ООН і Ліги арабських держав в Сирії замість Кофі Аннана[62]
- 27 серпня — президент Колумбії Хуан Мануель Сантос оголосив про перемовини з повстанцями FARC, війна з якими триває кілька десятеліть[63]
- 4 жовтня — реагуючи на обстріл з сирійської території, від якого загинуло п'ятеро мирних мешканців, парламент Туреччини дозволив армії проводити операції на території Сирії[64]
- 12 жовтня — Рада безпеки ООН схвалила введення військ західноафриканських країн до Малі для боротьби з сепаратистами Азаваду[65]
- 23 жовтня — чотири безпілотники Ізраїлю провели бомбардування заводу «Ярмук» у суданській столиці Хартум[66]
- 14 листопада — Ізраїль атакував близько 100 цілей у смузі Гази, розпочавши тижневу операцію «Хмарний стовп»
- 14 грудня — сталася стрілянина у Сенді-Гук
- 16 грудня — Франція вивела свій військовий контингент з Афганістану[67][68]

### Економіка
- 13 січня — рейтингове агентство Standard & Poor's знизило кредитні рейтинги дев'яти країн Єврозони, зокрема Франція і Австрія втратили свої еталонні рейтинги AAA
- 19 січня — корпорація Kodak, яка вважається піонером у фото-галузі, подала заяву на захист від кредиторів згідно з законом про банкрутство[69]
- 27 січня — іспанська авіакомпанія Spanair припинила своє існування, усі внутрішні та міжнародні рейси скасовано[70]
- 1 лютого — Єврокомісія заблокувала злиття біржових груп Deutsche Boerse (оператор Франкфуртської фондової біржі) і NYSE Euronext (оператор Нью-Йоркської фондової біржі)[71]. В результаті угоди мав бути створений найбільший у світі біржовий оператор
- 3 лютого — національний перевізник Угорщини Malev, авіакомпанія з 66-річною історією, припинила польоти через фінансові проблеми і відмову фінансування з боку уряду[72]
- 16 лютого — корпорація Sony викупила за €1,05 млрд 50-процентну частку свого партнера Ericsson в спільному підприємстві Sony Ericsson
- 9 березня — уряд Греції отримав згоду більшості своїх приватних кредиторів на обмін боргових зобов'язань, що передбачає списання інвесторами 74 % вкладень в грецькі борги і дозволить країні уникнути дефолту. Це найбільша в історії реструктуризація суверенного боргу
- 17 квітня — президент Аргентини Крістіна де Кіршнер оголосила намір націоналізувати найбільшу нафтову компанію країни YPF, 57 % якої належало іспанській Repsol[73][74]
- 1 травня — президент Болівії Ево Моралес підписав декрет про націоналізацію місцевого підрозділу іспанської енергокомпанії Red Electrica Espanola — Transportadora de Electricidad SA (TDE)[75][76]
- 12 травня-12 серпня — 2012 World Expo в Йосу, Південна Корея.
- 18 травня — за підсумком первинного розміщення акцій Facebook компанія була оцінена у 104 млрд доларів[77]
- 23 травня — Європарламент ухвалив запровадження загальноєвропейського податку на фінансові транзакції[78]; аби резолюція перетворилася на закон, необхідно, щоб її ухвалили усі 27 країн ЄС
- 7 червня — міжнародне рейтингове агентство Fitch знизило суверенний кредитний рейтинг Іспанії відразу на три ступені через скрутне становище банків країни[79]
- 9 червня — Іспанія звернулася про допомогу з європейського стабілізаційного фонду EFS для рефінансування своїх банків[80][81]
- 27 червня — за низкою справ щодо придушення конкуренції, що тягнуться від 1998 року, Верховний суд Євросоюзу затвердив для компанії Microsoft штраф у розмірі 1,64 млрд євро, що є рекордом в історії європейських антимонопольних розглядів[82][83]
- 27 червня — банк Barclays оштрафований на $452 млн владою США і Великої Британії за маніпулювання ставками міжбанківського кредиту LIBOR та EURIBOR; протягом тижня подали у відставку голова банку Маркус Ейджиус[84] та виконавчий директор Боб Даймонд[85]
- 30 липня — холдинг Метінвест Ахметова та Новинського отримав контроль над комбінатом Запоріжсталь[86][87]
- 1 серпня — концерн Volkswagen завершив операцію із придбання виробника спортивних автомобілів компанії Porsche[88]
- 22 серпня — після 18 років перемовин Росія офіційно стала 156-ю державою учасницею Світової організації торгівлі[89]
- 6 вересня — глава Європейського центрального банку Маріо Драгі вперше оголосив про програму прямого викупу держоблігацій проблемних країн єврозони на вторинному ринку[90]
- 22 жовтня — російська державна компанія Роснефть оголосила про придбання повного пакету акцій TNK-BP у їхніх власників, британської British Petroleum та концорціуму AAR[91]; у результаті поглинання Роснефть стає найбільшою публічною нафтовою компанією в світі і матиме найбільші розвідані запаси нафти
- 30 жовтня — The Walt Disney Company придбала кінокомпанію Lucasfilm за 4 млрд доларів
- 14 листопада — Іспанія, Португалія, Італія, Франція, Бельгія та Греція охоплені масовими страйками проти заходів жорсткої економії[92]
- 5 грудня — Єврокомісія оштрафувала найбільших світових виробників електроніки Philips, LG, Panasonic, Samsung, Toshiba, Technicolor на рекордні 1,47 млрд євро за картельну змову з 1996 по 2006 рік[93]
- 5 грудня — на тлі масового скасування рейсів найбільший авіаперевізник України «АероСвіт» подав заяву про банкрутство у господарський суд Київської області[94]

### Наука і техніка
- 12 січня — координатор розподілу доменних імен міжнародна організація ICANN дозволила реєструвати власні домени верхнього рівня організаціям, комерційним компаніям і містам та розпочала прийом замовлень
- 5 лютого — на російській антарктичній станції «Восток» гляціо-буровий загін проник в реліктові води підльодовикового озера Восток через глибоку крижану свердловину на глибині 3766 м[95]
- 13 лютого — виведено на орбіту перший угорський штучний супутник Землі MaSat-1
- Російським кріобіологам з Інституту фізико-хімічних та біологічних проблем ґрунтознавства Російської академії наук у Пущино вдалося виростити екземпляри рослини Смілка вузьколиста методом мікроклонування тканин взятих із насіння законсервованого 32000 років у вічній мерзлоті епохи плейстоцену, повідомлення було опубліковане в журналі «Proceedings of the National Academy of Sciences».[96][97][98][99]
- 29 лютого — завершене спорудження Токійського Небесного дерева, найвищої телевежі та другої за висотою споруди у світі[100]
- 2 квітня — в Україні у перший рейс за маршрутом Харків—Київ вирушив швидкісний поїзд, розрахований на рух зі швидкістю до 160 кілометрів на годину, виробництва Крюківського вагонобудівного заводу[101]
- 2 травня — Європейський суд (ЄС) виніс рішення, що мови програмування та можливості комп'ютерних програм не можуть бути віднесені до категорії інтелектуальної власності і не підпадають під захист копірайту[102]
- 15 травня — з космодрому Байконур стартувала ракета-носій Союз-ФГ з кораблем Союз ТМА-04М, який доставить на МКС російських космонавтів Геннадія Падалку і Сергія Ревіна та астронавта НАСА Джозефа Акаба
- 22 травня — з бази ВПС США на мисі Канаверал компанія Space Exploration Technologies (SpaceX) відправила перший комерційний корабель Dragon з 500 кг вантажу на МКС; місія успішно завершилася 31 травня, коли апарат з 600 кг вантажу з МКС приводнився у берегів Каліфорнії
- 13 червня — НАСА запустила космічну обсерваторію NuSTAR (Nuclear Spectroscopic Telescope Array) для вивчення космічного випромінювання в жорсткому рентгенівському діапазоні[103]
- 16 червня — з китайського космодрому Цзюцюань стартувала ракета-носій Чанчжен-2F з космічним кораблем Шеньчжоу-9, на борту якого двоє чоловіків Цзин Хайпен, Лю Ван і одна жінка Лю Ян[104]
- 4 липня — вчені європейської організації з ядерних досліджень CERN заявили про відкриття нової елементарної частинки, яка, ймовірно, і є бозоном Гіґґса.[105]
- 15 липня — космічний корабель «Союз ТМА-05М» стартував до МКС із екіпажем у складі Юрія Маленченка, астронавтки НАСА Саніти Вілльямс і астронавта японського агентства JAXA Акіхіко Хошиде[106]
- 6 серпня — космічний апарат MSL (також відомий як Curiosity — «Цікавість») здійснив посадку на Марс в кратері Гейла; трансляція посадки в прямому ефірі велась на сайті NASA
- 8 жовтня — ракета-носій Falcon 9 з космічним кораблем Dragon, розробленим компанією SpaceX, вирушила з космодрому на мисі Канаверал у Флориді до Міжнародної космічної станції; це перший комерційний старт приватного корабля до МКС
- 14 жовтня — австрієць Фелікс Баумґартнер спустився на парашуті зі стратосфери з висоти 38600 м, встановивши світовий рекорд висоти стрибку та понадзвукової швидкості вільного падіння в атмосфері
- 23 жовтня — з космодрому Байконур до МКС стартував космічний корабель «Союз ТМА-06М», у складі два космонавти Роскосмоса Олег Новицький та Євген Тарелкін і астронавт НАСА Кевін Форд
- 12 грудня — з північнокорейського полігону Сохе здійснений пуск ракети-носія «Инха-3» з супутником «Кванменсон-3» на борту
- 17 грудня — завершилася GRAIL, програма NASA з вивчення гравітаційного поля і внутрішньої будови Місяця, зонди «Ебб» і «Флоу» розбилися об поверхню Місяця[107]
- 17 грудня — консорціум W3C завершив формування специфікацій HTML5[108]
- 19 грудня — космічний корабель «Союз ТМА-07М» стартував до МКС, у складі екіпажу космонавт Роскосмосу Роман Романенко, астронавт NASA Томас Машберн (Thomas Marshburn) і астронавт Кріс Гедфілд (Christopher Hadfield, Канадське космічне агентство)

### Культура
- 12 лютого — у Лондоні були вручені премії Британської кіноакадемії, де фільм Мішеля Хазанавічуса «Артист» удостоївся семи нагород[109]
- 18 лютого — «Золотого ведмедя» 62-го Берлінського кінофестивалю отримала картина «Цезар повинен померти», знята братами Паоло і Вітторіо Тавіані.
- 27 лютого — майже німий фільм Мішеля Азанавічюса «Артист» здобув п'ять нагород на 84 церемонії вручення Оскарів, серед яких нагороди за найкращий фільм, режисера та виконавця головної чоловічої ролі. Меріл Стріп здобула Оскар за найкраще виконання головної жіночої ролі у фільмі "Залізна леді ", де вона зіграла на екрані Маргарет Тетчер.[110]
- 27 травня — шведська співачка Лорін Тальяуї перемогла на пісенному конкурсі «Євробачення 2012»
- 28 травня — картина австрійського режисера Міхаеля Ганеке «Любов» отримала «Золоту пальмову гілку» Каннського кінофестивалю
- 28 листопада — відкрилася Цифрова бібліотека Німеччини, найбільша в країні онлайн-бібліотека з фондами 5,6 мільйона книг, архівів, фотографій, репродукцій, аудіозаписів і фільмів[111]
- 1 грудня — на 25-та церемонія премії Європейський кіноприз у столиці Мальти Валлетта найкращим європейським фільмом названа картина Міхаеля Ганеке Любов

### Суспільство
- 20 липня — під час нічного показу фільму «Темний лицар повертається» в передмісті Денвера Орорі, штат Колорадо, в кінотеатрі «Century 16» озброєний чоловік влаштував стрілянину, і вбив 14 та поранив 50 осіб[112]
- 16 серпня — у ПАР під час придушення поліцією страйку на платиновій шахті Марикана, що належить британській компанії Lonmin, було вбито 34 шахтарі[113]
- 17 серпня — три учасниці російського панк-гурту Pussy Riot посадили в колонію на два роки за панк-молебень у Храмі Христа Спасителя[114]
- 12 вересня — внаслідок протестів проти оприлюднення антиісламського трейлера «Невинність мусульман» було атаковане Американське посольство у лівійському Бенгазі, загинули чотири дипломати США, зокрема і посол Крістофер Стівенс[115]. Початок масових протестів проти фільму в ісламському світі
- За даними Держстату, у вересні вперше за 19 років населення України збільшилося[116]
- 9 жовтня — уряд Італії звільнив усе керівництво міста Реджо-ді-Калабрія через зв'язки чиновників з мафією[117]
- 19 жовтня — у Києві біля Управління ООН у справах біженців російськими спецслужбами викрадений і вивезений до Москви російський опозиціонер Леонід Развозжаєв[118]
- 22 жовтня — в Італії суд міста Л'Аквіла засудив шістьох експертів-сейсмологів і одного чиновника до шести років в'язниці за те, що 2009 року, всього за кілька днів до сильного землетрусу, вони недооцінили ризик стихійного лиха, за що їх визнали винними в ненавмисному вбивстві[119]
- 7 листопада — прем'єр Микола Азаров передав конфіскований за рішенням суду у міністра юстиції крадений позашляховик Тойота Ленд Крузер в управління Міністерства юстиції та зобов'язав Міністерство внутрішніх справ зареєструвати цей транспортний засіб[120]
- 5 грудня — у щорічному Індексі сприйняття корупції, укладеному міжнародною неурядовою організацією Transparency International, Україна опинилася на 144 місці і названа найкорумпованішою країною Європи[121][122]
- 7 грудня — до першої річниці смерті Кім Чен Іра влада КНДР по спеціально збудованій залізниці привезла в його мавзолей, Кимсусанський палац Сонця, його яхту[123]
- 14 грудня — вбивця у початковій школі Сенді-Гук у місті Ньютаун, штат Коннектикут, вбив 27 людей, серед яких 20 діти[124]
- 31 грудня — вийшов останній друкований номер Newsweek в США, журнал повністю йде в інтернет

### Спорт
- 9 січня — аргентинський нападник іспанської «Барселони» Ліонель Мессі втретє поспіль отримав нагороду «Золотий м'яч» як найкращий футболіст 2011 року
- 13—22 січня — I Зимові юнацькі Олімпійські ігри в австрійському Інсбруку
- 12 лютого — збірна Замбії з футболу вперше в своїй історії стала володарем Кубку африканських націй, обігравши у фінальному матчі в серії пенальті команду Кот-д'Івуару
- 9 червня — росіянка Марія Шарапова виграла відкритий чемпіонат Франції з тенісу Roland Garros-2012 і завоювала кар'єрний «Великий шолом», здобувши перемогу на всіх чотирьох найпрестижніших турнірах[125]
- 8 червня — 1 липня — Польща і Україна прийняли Чемпіонат Європи з футболу 2012. У фіналі в Києві Іспанія перемогла Італію з рекордним для фіналів рахунком 4:0
- 27 липня — 12 серпня — Олімпійські ігри в Лондоні
- 29 серпня — 9 вересня — Паралімпійські ігри у Лондоні, на яких Україна виборола четверте командне місце
- 22 жовтня — Міжнародний союз велосипедистів позбавив семиразового чемпіона «Тур де Франс» Ленса Армстронга усіх його спортивних титулів і дискваліфікував довічно[126]
- 1 грудня — українка Ганна Ушеніна стала чемпіонкою світу з шахів серед жінок
- 9 грудня — футболіст «Барселони» і збірної Аргентини Ліонель Мессі вставив новий рекорд за кількістю голів, забитих за календарний рік, побивши рекорд німецького футболіста Герда Мюллера 1972 року, тоді гравець Баварії і збірної ФРН забив 85 голів[127]
- 24 грудня — Олександр Ярославський під тиском міської влади продав футбольний клуб «Металіст» за 300 млн доларів[128]
- 26 грудня — Михайло Фоменко затверджений головним тренером збірної України з футболу

### Аварії та катастрофи
- 13 січня — біля острова Джиліо у західних берегів Італії налетів на кам'яний риф і затонув круїзний лайнер Коста Конкордія, на судні перебувало 3200 пасажирів і 1023 члени команди, 32 загинули
- 1 лютого — жертвами бійки на стадіоні у Порт-Саїді між фанатами місцевої команди «Аль-Масрі» та каїрського клубу «Аль-Ахлі» стали понад 70 людей, поранення отримали більше тисячі осіб[129]
- 14 лютого — пожежа у в'язниці міста Комаягуа в Гондурасі забрала життя у 358 засуджених[130]
- 22 лютого — найбільша аварія на залізницях Аргентини: в Буенос-Айресі поїзд врізався в бетонну загорожу в кінці платформи, загинуло 50 пасажирів, понад 600 отримали поранення[131]
- 4 березня — у столиці Республіки Конго місті Браззавіль сталася серія потужних вибухів на складах боєприпасів, загинули понад 200 людей, близько півтори тисячі поранених[132]
- 25 березня — витік газу на нафто-газо-добувній платформі Elgin французької компанії Total у Північному морі біля берегів Шотландії, всі 238 осіб були евакуйовані з платформи вертольотами[133]
- 2 квітня — пасажирський літак ATR-72, що виконував рейс Тюмень—Сургут, упав при зльоті з тюменського аеропорту Рощино, на борту перебувало 43 людини, 31 загинув[134][135]
- 20 квітня — біля Ісламабаду при посадці розбився пасажирський Boeing 737 авіакомпанії «Bhoja Airline», який виконував рейс Карачі—Ісламабад з 127 пасажирами на борту
- 9 травня — російський літак Sukhoi Superjet-100 розбився на схилі гори Салак у західній частині острова Ява під час показового польоту в індонезійській столиці Джакартіи[136], на борту літака було 48 осіб
- 20-29 травня — серія землетрусів силою до 6 балів у Італії в провінції Емілія-Романья, загинуло 17 людей, близько 400 постраждало, майже 14 тисяч залишилися просто неба
- 3 червня — у Нігерії літак MD-83 авіакомпанії Dana Air, що виконував рейс Абуджа—Лагос, впав на двоповерховий будинок в Лагосі, на борту перебуало 162 людини
- 7 липня — паводок проти ночі затопив понад 5 тисяч осель у містах Кримськ, Геленджик, Новоросійськ і низці селищ Краснодарського краю Росії, загинули понад 150 людей[137]
- 30 липня — на півночі і сході Індії, у тому числі в столиці Нью-Делі, відключилася електрика, без світла залишилися понад 300 млн осіб у 10 індійських штатах[138]
- 31 липня — після спроби відновлення електропостачання відбулось повторне відключення. Понад 600 млн осіб у 20-ти штатах залишились без електропостачання[139][140]. За оцінкам Ґардіан кількість людей без світла сягнула 700 млн осіб[141]
- 11 серпня — на північному заході Ірану в провінції Східний Азербайджан стався землетрус, постраждали близько 5000 чоловік, загинули 300 осіб
- 25 серпня — вибух на найбільшому у Венесуелі нафтопереробному заводі на півострові Парагуана призвів до загибелі 41 людини та кількаденної пожежі[142]
- 30 жовтня — ураган Сенді паралізував життя на східному узбережжі США та в місті Нью-Йорк, десятки жертв
- 7 листопада — землетрус магнітудою 7,4 в Гватемалі, найбільше постраждало місто Сан-Маркос, 44 загиблих[143]
- 24 листопада — 120 людей, переважно жінки, загинули в результаті пожежі у дев'ятиповерховій будівлі швейної фабрики у Бангладеш, у районі Ашуліа на околицях столиці міста Дакка[144]
- 4 грудня — тайфун Бофа вдарив по південній частині Філіппін, спричинив серйозні руйнування і вбив понад тисячу людей, сотні зникли безвісти[145][146]
- 25 грудня — розбився літак Ан-72 прикордонної служби Казахстану, що здійснював рейс Астана—Шимкент, усі 27 чоловік на борту літака загинули[147]

## Померли
докладніше: Категорія:Померли 2012, Список померлих 2012 року

## Шевченківська премія
Цього року лауреатами премії стали:
- мистецтвознавець Тетяна Кара-Васильєва — за книгу «Історія української вишивки»;
- художник Анатолій Криволап — за цикл творів живопису «Український мотив»;
- поет Петро Мідянка — за книгу віршів «Луйтра в небо»;
- письменник Володимир Рутківський — за історичну трилогію для дітей «Джури»;
- композитор Віктор Степурко — за музичний твір «Монологи століть».

## Нобелівська премія
- з медицини та фізіології: Сінья Яманака (Японія) і Джон Гердон (Велика Британія), за дослідження у галузі стовбурових клітин
- з фізики: Серж Арош (Франція) і Девід Вайнленд (США) за «створення проривних технологій маніпулювання квантовими системами»
- з хімії: американці Роберт Лефковіц та Браян Кобілка, за «новаторські відкриття, які показують внутрішню роботу важливого сімейства G-білкових рецепторів»
- з літератури: китайський письменник Мо Янь, який «з галюцинаторною реалістичністю поєднує народні казки, історію та сучасність»
- премія миру: Європейський Союз, за «більше ніж шість десятиліть діяльності, присвяченої утвердженню миру та примиренню, демократії та прав людини в Європі»
- з економіки: американці Елвін Рот і Ллойд Шеплі за теорію стабільних розподілів і ринкове моделювання

## Вигадані події
- Події фільму 2012.